# Incidente de Hi-Tek

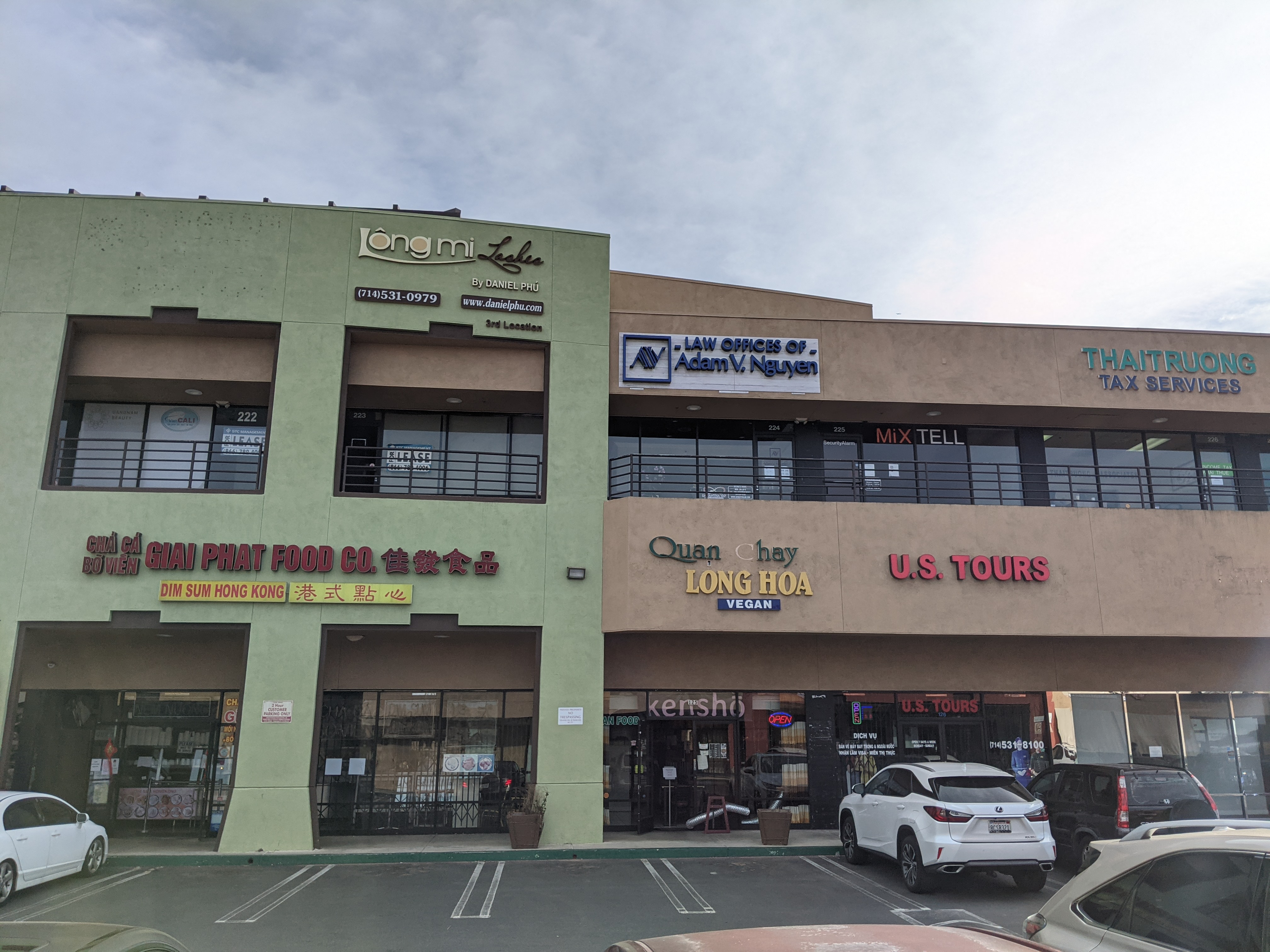
Bolsa market

Le Incidente de Hi-Tek, referido en los medios de habla vietnamita como el Incidente de Trần Trường (en vietnamita: Vụ Trần Trường o Sự kiện Trần Trường), fue una serie de protestas en 1999 de vietnamitas estadounidenses en Little Saigon, Orange Country, California, en respuesta a la exhibición de Trần Văn Trường de la bandera del Vietnam comunista y una imagen de Ho Chi Minh en la ventana de Hi-Tek Video, una tienda de videos. que poseía. Ocurriendo en medio del telón de fondo de la restauración de las relaciones entre los dos países y un fondo de continuas actividades anticomunistas, algunas violentas, emprendidas a lo largo de las últimas dos décadas, ha sido considerada la protesta más grande en la historia de Little Saigon.
Las protestas se desarrollaron durante 53 días, comenzando el 17 de enero, cuando se colgaron por primera vez la bandera y la imagen. Durante los siguientes dos meses, cientos de personas se reunieron diariamente para protestar frente a la tienda y pidieron a Trường que eliminara estos símbolos, que la comunidad, compuesta principalmente por refugiados anticomunistas de Vietnam del Sur y sus descendientes, consideró muy ofensivos. El conflicto llegó a su clímax la noche del 26 de febrero, cuando unas 15.000 personas se reunieron en una vigilia con velas para protestar por la situación de los derechos humanos en Vietnam. El evento terminó el 11 de marzo cuando la tienda cerró bajo amenaza de desalojo y cargos de piratería de videos, y Trường fue sentenciado por este último cinco meses después.
Las manifestaciones se consideraron únicas en ese momento debido a su gran escala y a los participantes poco probables, con la presencia de varios grupos demográficos y voces más "moderadas" que crearon una sensación de mayor unidad entre la comunidad vietnamita estadounidense. Por otro lado, hubo controversias sobre los disturbios provocados por las protestas, así como el costo y la forma del despliegue policial, preocupaciones de que se violó el derecho a la libertad de expresión de Trường y preguntas sobre la asimilación y las relaciones intercomunitarias. Posteriormente, el evento se consideró un punto de inflexión importante en la historia de Little Saigon, que inspiró a muchos vietnamitas estadounidenses a involucrarse más en asuntos políticos y cívicos.

## Fondo
Después de la caída de Saigón en 1975, Estados Unidos recibió una afluencia de refugiados de Vietnam del Sur. En la década de 1990, la mayoría de los refugiados y sus descendientes se habían asentado en el Condado de Orange (California) donde la comunidad vietnamita creció de 72 000 en 1990 a 220 000 en 1999. Como muchos de ellos habían huido del gobierno comunista que asumió después de la derrota de Vietnam del Sur y habían sido testigos o víctimas de la persecución por parte de dicho gobierno, la comunidad en su conjunto era, por lo tanto, virulentamente anticomunista. Los estadounidenses vietnamitas que expresaron el deseo de restablecer los lazos con el estado actual de Vietnam a menudo fueron rechazados y exiliados por el resto de la comunidad. Estas tensiones estallaron en violencia en la década de 1980 cuando activistas por la paz y periodistas fueron asesinados y otros fueron agredidos o hostigados a lo largo de la década por expresar supuestas simpatías procomunistas o alentar el diálogo con Vietnam, que el FBI ha sospechado que es obra de un grupo paramilitar. que pretendía derrocar al gobierno comunista de Hanói. La violencia disminuyó más tarde en la década posterior a la disolución de este grupo, pero en la década de 1990, a medida que las comunidades vietnamitas estadounidenses se establecieron más en los Estados Unidos, las protestas se volvieron comunes para combatir cualquier sospecha de influencia comunista, y el Condado de Orange se convirtió en el centro de la política. expresión. Estas actitudes también se extendieron a los símbolos; Los vietnamitas estadounidenses a menudo usan la bandera de Vietnam del Sur, también conocida como la "Bandera de la libertad y la herencia vietnamita" o simplemente la "bandera dorada" (cờ vàng), como símbolo de su patria y contra el comunismo. Por otro lado, los símbolos actuales utilizados por Vietnam han sido rechazados por la comunidad e incluso son vistos como traumáticos.
Trần Văn Trường fue uno de los "barcos" que huyó de Vietnam en 1980 después de que miembros de su familia fueran asesinados durante la guerra o enviados a campos de reeducación. A los 20 años sin educación secundaria, se unió a la Asociación de Amistad Vô Vi (en inglés: Vô Vi Friendship Association; en vietnamita: Hội Ái Hữu Vô Vi), un grupo de meditación, y su líder espiritual Ong Tam lo notó como "el elegido", a lo que Trường supuestamente respondió declarándose Dios. Dejó el grupo en 1989, luego de que otros miembros lo acusaran de intentar hacerse cargo después de la muerte de Tam, y se casó con su único partidario; diez años después, afirmó que solo se fue para llevar una vida más simple. Trường luego se mudó a California con su esposa y sus dos hijos, donde ella era el sostén de la familia como programadora de computadoras mientras él recuperaba televisores y videograbadoras. Eventualmente, abrió Hi-Tek Video en 1996 después de asistir a clases de electrónica. Mientras tanto, había realizado viajes a Vietnam, donde sus observaciones sobre mejores condiciones de vida lo impulsaron a abogar por que Estados Unidos mejorara las relaciones bilaterales.
A lo largo de la década de 1990, Estados Unidos y Vietnam lograron avances en la normalización de las relaciones después de un congelamiento de dos décadas, lo que provocó un acalorado debate en la comunidad vietnamita estadounidense y un pico en la actividad de protesta. En 1994, Estados Unidos levantó su embargo comercial y varios estadounidenses vietnamitas comenzaron a explorar oportunidades comerciales entre los dos países, y el estancamiento de la economía "clandestina" para suministrar artículos a los miembros de la familia vietnamita durante el bloqueo también condujo a intentos de reemplazarlo con mayores lazos económicos. Sin embargo, muchos miembros de la comunidad se opusieron a estos desarrollos, y cuando la Cámara de Comercio de Vietnam en Westminster anunció que enviaría una delegación a Vietnam encabezada por su presidente, el Dr. Phạm Cơ, para considerar el establecimiento de vínculos económicos, pronto comenzaron las protestas, con manifestantes formando piquetes. La oficina de Cơ antes y después del viaje y mil personas reunidas en Washington D. C. durante el viaje. Durante una protesta en el condado de Orange, Trường entregó folletos para un foro que organizó para iniciar una discusión entre los lados pro y anti-Hanói y apoyar el aumento del comercio con Vietnam, pero nadie asistió. Intentó fomentar más discurso sobre el tema mediante la publicación de una serie de boletines sobre el tema durante los próximos cinco años, pero fue ignorado en gran medida. Finalmente, en 1999, Trường decidió colocar una imagen de Ho Chi Minh, el fundador del Partido Comunista de Vietnam, y la bandera del estado actual de Vietnam en Hi-Tek Video para provocar una respuesta de la comunidad; él ya había colgado dicha bandera de manera intermitente desde 1996 en adelante, pero no obtuvo ninguna reacción. Anunció sus intenciones en dos faxes con una semana de anticipación, pidiendo un "diálogo" pero también diciendo "Los desafío a todos... si se atreven a venir a quitárselos". La policía también dijo que Trường les dijo que "lo hizo porque podía y porque quería enemistarse con los negocios vecinos con los que no estaba contento".

## Eventos
Tal como estaba programado, Trường comenzó a ejecutar su plan el 17 de enero de 1999 y solo se muestra la imagen de Ho Chi Minh. Con la tienda ubicada en Bolsa Avenue, que ha sido descrita como el centro de Little Saigon, un visitante notó la exhibición el mismo día y se puso en contacto con otros, lo que provocó que unas 50 personas se reunieran en la tienda y un empleado retirara la exhibición ese mismo día. . Sin embargo, al día siguiente, Trường no solo volvió a colocar la imagen de Ho Chi Minh, sino que también mostró una bandera vietnamita, lo que provocó otra manifestación que aumentó a 350 manifestantes a la mitad del día. Después de cerrar temprano debido a los piquetes, un manifestante golpeó a Trường en la cabeza y fue hospitalizado por heridas leves.
Luego de estos eventos iniciales, las protestas continuaron durante 52 días consecutivos, con hasta 15,000 manifestantes reuniéndose frente a la tienda los fines de semana. Las protestas fueron en su mayoría pacíficas, con manifestantes gritando consignas anticomunistas, sosteniendo carteles y la bandera de Vietnam de Sur, pisoteando y quemando efigies de Ho Chi Minh y compartiendo sus historias de represión. Hubo tres amplios grupos generacionales en las protestas: los refugiados vietnamitas de mayor edad, grupos de jóvenes que se centraron más en cuestiones de derechos humanos en Vietnam y una "generación intermedia" de profesionales administrativos de entre 20 y 30 años que usaron sus habilidades y asimilación del inglés en Sociedad estadounidense para representar a los manifestantes ante la prensa, la policía y los políticos estatales. Fuera de la tienda, la comunidad estadounidense vietnamita más grande mostró su solidaridad, con centros comerciales en Little Saigon levantando banderas estadounidenses y de Vietnam del Sur para profesar su lealtad y mostrar su postura anticomunista y otras manifestaciones que se llevaron a cabo simultáneamente en San José y Houston.
El 20 de enero, el arrendador de Trường demandó el retiro de la exhibición sobre la base de que causaba una "molestia pública" y, por lo tanto, violaba el contrato de arrendamiento, y se otorgó una orden judicial temporal que ordenaba el retiro de la exhibición para la celebración de los manifestantes. Sin embargo, activistas de derechos civiles como la Unión Estadounidense por las Libertades Civiles se opusieron firmemente a esto, quienes respaldaron a Trường y respondieron, lo que llevó a un fallo el 10 de febrero de que podía seguir mostrando las imágenes.
El 20 de febrero, la policía escoltó a Trường de regreso a la tienda para que pudiera volver a colgar las imágenes de manera segura; más tarde se reveló que también habían encontrado evidencia de piratería de video dentro del edificio. Trường y su familia se enfrentarían a una violencia limitada pero creciente durante los próximos días. A esto le siguió seis días después la manifestación más grande celebrada durante las protestas, con 15.000 personas reunidas en una "vigilia con linternas" centrada en los derechos humanos en Vietnam. El 6 de marzo, la policía allanó Hi-Tek Video y confiscó miles de cintas y cientos de VCR mientras buscaba evidencia de un allanamiento. Un portavoz de la policía declaró que habían encontrado una "elaborada operación de falsificación de videos" dentro de la tienda. El 8 de marzo, el abogado de Trường declaró que no podía reabrir el negocio y el 11 de marzo se cerró la tienda y el propietario retiró el letrero y la exhibición, lo que puso fin a las manifestaciones.

## Reacciones
En respuesta a las protestas, Trường inicialmente declaró que no se arrepentía. Declaró que no era comunista y no apoyaba su gobierno de Vietnam, pero creía en hacer las paces con ellos y simplemente estaba ejerciendo su derecho a la libertad de expresión. También afirmó que los cargos de piratería estaban destinados a él y que "deberían arrestar a todos los demás [propietarios de tiendas de videos] en Little Saigon porque todos hacen lo mismo". Al año siguiente, expresó su pesar por colgar la bandera, pero siguió frustrado por los manifestantes, diciendo: "Me quieren pegar, me quieren matar porque... mostré la bandera. Eso no es... libertad". ... No hay libertad para decir lo que quieras en la comunidad vietnamita. Estaba tratando de debatir y hablar con ellos y mostrar la libertad aquí. Pero actuaron aquí como lo hacen los comunistas en Vietnam".
La comunidad vietnamita en los Estados Unidos se indignó por la exhibición y describió el uso de símbolos comunistas como una recuperación del trauma de la represión, la guerra y la huida de Vietnam, y la mayoría apoyó las protestas. El Sr. Ngo Ky, un representante de los manifestantes, dijo: "Sabemos que este es un país libre y que tienes derecho a la libertad de expresión, pero básicamente desafió a toda la comunidad. Queremos alzar la voz. Se entiende que la comunidad vietnamita aquí odia a los comunistas". Para los manifestantes, este es un momento de solidaridad sin precedentes para entregar un mensaje claro al gobierno vietnamita. Según un profesor vietnamita, "quieren que el gobierno vietnamita sepa que no puede controlar a la comunidad vietnamita-estadounidense de la forma en que controla a la gente [en el país]". Con la información sobre los eventos difundiéndose rápidamente entre la comunidad a través de Internet y un sistema bien establecido de estaciones de radio en idioma vietnamita, se organizaron protestas de solidaridad en otras ciudades con altas concentraciones de vietnamitas estadounidenses, como San José y Houston. Además del tema base de la exhibición de Trường, los manifestantes también tenían como objetivo hacer una declaración sobre la situación de los derechos humanos en Vietnam y mejorar el poder político estadounidense vietnamita. Este conjunto de protestas estuvo marcado por una mayor participación de nuevos grupos, incluidos los jóvenes antes mencionados, los que protestaban por primera vez y aquellos con una postura más "moderada" que aún querían hacer negocios con Vietnam. La diversidad de manifestantes condujo a un mayor sentido de unidad entre los diferentes grupos de la comunidad; Aparte de la edad, los manifestantes procedían de diversos orígenes en cuanto a clase, fe, región y género. Durante las manifestaciones, los líderes comunitarios que previamente habían peleado entre sí se dieron la mano y se ofrecieron servicios de oración interreligiosa.
Otros estadounidenses vieron las protestas con reacciones más mixtas, y aunque algunos veteranos de Vietnam asistieron a las manifestaciones, la mayoría de la "sociedad dominante" tendió a centrarse más en las preocupaciones sobre la libertad de expresión. Nam Q. Ha, académico de la Universidad Rice, analizó dos comentarios diferentes y tomó nota de cómo tanto la expresión de apoyo como la de oposición a las protestas de otros estadounidenses tendían a mostrar un "sentimiento nativista", caracterizando a los estadounidenses vietnamitas como personas que no entendían a Estados Unidos. Otro académico, Phuong Nguyen, llegó a una conclusión crítica similar sobre la cobertura de los eventos por parte de los principales medios de comunicación y, en cambio, argumentó que, si se observa desde una perspectiva transnacional, los manifestantes estaban enfatizando el estilo estadounidense y su americanidad en sus manifestaciones. Los activistas de derechos civiles desaprobaron particularmente las protestas, y la Unión Estadounidense por las Libertades Civiles brindó apoyo legal a Trường y su abogado y afirmó que usar el argumento de "molestia pública" en su contra crearía un "precedente peligroso". Si bien el columnista de Los Angeles Times, Dana Parsons estaba menos entusiasmado con Trường y sospechaba de sus motivos, aún apoyaba a Trường y sentía que los manifestantes eran hipócritas por intentar restringir su libertad de expresión mientras huían y protestaban por los abusos de los derechos humanos en Vietnam, un críticas también compartidas por la ACLU. El 3 de marzo, el líder del Partido Republicano del Condado de Orange, Tom Fuentes, anunció que el partido respaldaría las protestas y enviaría personal para participar en las manifestaciones, que Los Angeles Times describió como el primer apoyo político generalizado a los manifestantes.
Los funcionarios de Westminster también estaban divididos. Algunos miembros del consejo de la ciudad desaprobaron las protestas y emitieron actitudes nativistas similares a otros residentes, mientras que otros apoyaron y participaron en las manifestaciones. Tony Lâm, el único estadounidense vietnamita en el consejo de la ciudad en ese momento, decidió no unirse a las protestas por consejo de los abogados de la ciudad, lo que provocó una desaprobación significativa de la comunidad. Los costos de las protestas fueron otro factor, ya que la ciudad tuvo que movilizar a 200 policías equipados con equipo antidisturbios para proteger a Trường y realizó 52 arrestos a un costo de más de $750,000. Esto provocó fuertes críticas a la fuerza policial local, y el sindicato policial interrogó al jefe de policía James Cook por sus tácticas vacilantes y los abogados de Trường anunciaron su intención de demandar a la fuerza policial por no protegerlo adecuadamente. Estas controversias también se vieron agravadas por los insultos y una orden de disparar indiscriminadamente contra la multitud que se transmitía a través de las frecuencias policiales, aunque luego se determinó que probablemente era un operador de radioaficionado no afiliado debido a incidentes de transmisión racista anteriores en bandas de radioaficionados.
El gobierno vietnamita emitió múltiples declaraciones en apoyo de Trường, con la embajada en Washington D. C. expresando preocupación por su seguridad y el "ejercicio de sus derechos" y el consulado de San Francisco lo llamó por teléfono para asegurar su apoyo. Se rumoreaba ampliamente que Trường estaba respaldado directamente por el gobierno de Vietnam, y algunos vietnamitas estadounidenses temían una "toma de control comunista" de su comunidad. Un ejemplo fue una acusación específica de que se aprovechó una tarifa de llegada de $ 50 en los pasajeros para financiarlo en el Aeropuerto Internacional de Nội Bài de Hanói, que fue negada por Trường, así como por el personal del consulado vietnamita en San Francisco.
Al comentar sobre las acciones de Truong, en 2006, el periódico vietnamita Tien Phong escribió que él "contribuyó a despertar el espíritu patriótico del pueblo vietnamita en los EE. UU. ... a pesar de que muchas personas lo golpearon y se opusieron" y lo describió como un "patriótico vietnamita de ultramar". Otro periódico vietnamita, Tuổi Trẻ, además describió las acciones de los manifestantes de la siguiente manera: "No pudieron hacer nada contra él, organizaron una bandera amarilla de tres franjas que cubrió su tienda durante 53 días. El incidente duró hasta 53 días. En 2001, organizaron un aplastamiento de su tienda y lo acusó falsamente de ejercer como contrabando".
El semanario de arte y cultura de la ciudad de Ho Chi Minh de la Unión de Asociaciones Literarias y Artísticas de la ciudad publicó un artículo que presenta el caso Tran Truong como un ejemplo de cómo las facciones "nacionales" ven al gobierno vietnamita. "como un mijo, como una tabla de cortar para expresar ira y odio", porque "el ruido que muestra odio así a veces no pierde capital pero tiene muchas palabras".
En 2019, en una entrevista en el periódico Nhan Dan con el abogado Phung Tue Chau, un vietnamita-estadounidense que el periódico describió como "despertado", la Sra. Chau planteó el punto de que el caso Tran Truong había sido "invadido" por " novelas de suspenso". anticomunista extremo" solía pedir dinero. "Le dije a Tran Truong que los anticomunistas radicales se estaban aprovechando de él", dijo.

## Consecuencias y desarrollos a largo plazo
Se llevaron a cabo manifestaciones simultáneas frente al restaurante del concejal Lam, ya que su falta de apoyo a las protestas originales dio lugar a acusaciones de que él mismo era un simpatizante comunista y se inició una campaña de destitución en su contra. Después de intentar demandar por pérdidas financieras y dolor emocional, finalmente cedió, cerró su restaurante y se retiró de la política en 2002, habiendo perdido toda su popularidad en la comunidad vietnamita. Los manifestantes también habían recaudado fondos para un centro comunitario que se construyó al año siguiente, aunque hubo acusaciones de que los organizadores habían "malgastado" el dinero en viajes.
En 2000, Trường demandó a la ciudad y al jefe de policía de Westminster por cuatro millones de dólares, alegando que no lo protegieron adecuadamente de los manifestantes y, por lo tanto, violaron su derecho a la libertad de expresión; la demanda fue rechazada al año siguiente. Posteriormente, mantuvo un perfil bajo e hizo varios trabajos ocasionales, incluido el cableado subterráneo para Caltrans y la recolección de materiales reciclables para complementar sus pagos de asistencia social. Recuperó cierta notoriedad por la "conferencia de prensa" de 2004 que había intentado organizar en oposición a una resolución aprobada recientemente por la ciudad de Garden Grove contra las visitas de funcionarios vietnamitas, que terminó con abucheos y Trường siendo escoltado a su automóvil junto con su esposa por la policía. Al año siguiente, vendió su propiedad y se mudó a su lugar de nacimiento en la provincia de Đồng Tháp, Vietnam, con su esposa y sus dos hijos. Junto con un socio local, Trường estableció una empresa de acuicultura al año siguiente, pero su socio lo demandó al año siguiente, lo que llevó a la confiscación de su propiedad por parte del gobierno provincial.
Las protestas volvieron a la conciencia pública cuando un programa de televisión en Saigon TV fue acusado de apoyar a los comunistas debido al uso de un primer plano de cinco segundos de la pantalla. Además de los problemas existentes en torno a la exhibición de los símbolos, el idioma y las diferencias generacionales también se mencionaron como causa de la controversia, ya que era un programa en inglés dirigido a los estadounidenses vietnamitas más jóvenes que se mostraba en un canal que normalmente transmitía vietnamita. contenido del idioma Aunque sus creadores realizaron un foro público para explicar que no tenían intención de ofender, nuevas sentadas alentadas por la radio comunitaria y el descontento de los asistentes llevaron a la cadena a decidir cancelar el resto del programa.
En retrospectiva, las protestas fueron vistas como las "manifestaciones anticomunistas más grandes en la historia de Little Saigon" y posiblemente la protesta más grande jamás realizada por vietnamitas-estadounidenses, y llegaron a dar forma al futuro de la comunidad. El evento sirvió como catalizador para aumentar la participación cívica de los vietnamitas estadounidenses, y varios se postularon para varios cargos públicos. A principios de 2007, la comunidad vietnamita tenía la mayor cantidad de políticos en el cargo de todos los grupos asiático-estadounidenses en el condado de Orange. A principios de 2007, la comunidad vietnamita tenía el mayor número de políticos en el cargo de todos los grupos asiático-estadounidenses en el condado de Orange. Sin embargo, la "brecha generacional" se amplió a medida que los activistas más jóvenes se centraron más en cuestiones internas que en la "patria" y el anticomunismo.

#### Libros
- Collet, Christian; Lien, Pei-Te (2009). The Transnational Politics of Asian Americans. Philadelphia: Temple University Press. ISBN 9781592138623. Archivado desde el original el 4 de febrero de 2021. Consultado el 4 de febrero de 2021.
- Nguyen, Phuong (2017). «Fighting the Postwar in Little Saigon».  En Kurashige, Lon, ed. Pacific America: Histories of Transoceanic Crossings. University of Hawaii Press. pp. 118-120. ISBN 9780824855796. Archivado desde el original el 9 de enero de 2021. Consultado el 31 de enero de 2021.
- Nguyen, Phuong Tran (2017). Becoming Refugee American: The Politics of Rescue in Little Saigon (en inglés). University of Illinois Press. pp. 131-135. ISBN 9780252099953. Archivado desde el original el 9 de enero de 2021. Consultado el 9 de enero de 2021.
- Okihiro, Gary Y., ed. (2014). The great American mosaic : an exploration of diversity in primary documents. 3: Asian American and Pacific Islander Experience. Santa Barbara, California. ISBN 978-1-61069-612-8. OCLC 870896719.
- Võ, Linda Trinh (29 de abril de 2009). «Transforming an Ethnic Community».  En Ling, Huping, ed. Asian America: Forming New Communities, Expanding Boundaries. Rutgers University Press. ISBN 978-0-8135-4867-8.

#### Artículos de noticias
- Balassone, Merrill (23 de octubre de 2005). «The heart of Little Saigon beats strong». Los Angeles Times. Archivado desde el original el 20 de noviembre de 2020. Consultado el 3 de febrero de 2021.
- Berg, Tom; Haire, Chris; Kopetman, Roxana (1 de mayo de 2015). «How they became us: Orange County changed forever in the 40 years since the fall of Saigon». Orange County Register. Archivado desde el original el 9 de enero de 2021. Consultado el 31 de enero de 2021.
- Ebnet, Matthew (16 de enero de 2000). «Special Report: A year after a Little Saigon merchant touched off protests by displaying a Vietnamese flag . . . A Divided Community Returns to Daily Life». Los Angeles Times (Westminster). Archivado desde el original el 9 de enero de 2021. Consultado el 20 de febrero de 2021.
- Haldane, David (25 de mayo de 2001). «Judge Backs Westminster in Video Store Suit». Los Angeles Times. Archivado desde el original el 9 de enero de 2021. Consultado el 21 de febrero de 2021.
- Mydans, Seth (12 de septiembre de 1994). «California Vietnamese Off to Hanoi». The New York Times. Archivado desde el original el 26 de mayo de 2015. Consultado el 2 de febrero de 2021.
- Parsons, Dana (5 de marzo de 1999). «Westminster: Noting Irony Isn't Enough». Los Angeles Times. Archivado desde el original el 9 de enero de 2021. Consultado el 31 de enero de 2021.
- Ressner, Jeffrey (8 de marzo de 1999). «The Man Who Brought Back Ho Chi Minh». Time. Consultado el 1 de febrero de 2021.
- Sanchez, Rene (5 de marzo de 1999). «Days of Rage in Little Saigon». The Washington Post. Consultado el 22 de febrero de 2021.
- Sheppard, Harrison; Tran, Tini (22 de enero de 1999). «Ho Chi Minh Picture Must Go, Judge Says». Los Angeles Times. Archivado desde el original el 9 de enero de 2021. Consultado el 31 de enero de 2021.
- Sheppard, Harrison; Tran, Tini (3 de marzo de 1999). «Westminster Protest's Scope and Support Spread». Los Angeles Times. Consultado el 25 de octubre de 2021.
- Sheppard, Harrison; Willon, Phil (14 de marzo de 1999). «Past and Present». Los Angeles Times. Archivado desde el original el 9 de enero de 2021. Consultado el 31 de enero de 2021.
- Terry, Don (21 de febrero de 1999). «Display of Ho Chi Minh Poster Spurs Protest and Arrests». The New York Times. p. 32. Archivado desde el original el 9 de enero de 2021. Consultado el 20 de febrero de 2021.
- Tran, Mai (19 de mayo de 2004). «A Reviled Figure Resurfaces to Oppose Unwelcome Mat for Vietnam Officials». Los Angeles Times. Archivado desde el original el 9 de enero de 2021. Consultado el 21 de febrero de 2021.
- Tran, Tini (20 de febrero de 1999). «In Flag Dispute, Both Sides Vow to Stand Firm». Los Angeles Times. Archivado desde el original el 9 de enero de 2021. Consultado el 5 de febrero de 2021.
- Tran, Tini (4 de marzo de 1999). «U.S. Vietnamese Unite Behind County Protesters». Los Angeles Times. Archivado desde el original el 9 de enero de 2021. Consultado el 17 de mayo de 2021.
- Tran, Tini (28 de mayo de 1999). «Slurs Aired Amid Tran Protest Not First Time». Los Angeles Times. Archivado desde el original el 9 de enero de 2021. Consultado el 27 de febrero de 2021.
- Tran, Tini (11 de agosto de 1999). «Target of Little Saigon Protests Gets 90-Day Term». Los Angeles Times. Archivado desde el original el 9 de enero de 2021. Consultado el 20 de febrero de 2021.
- Tran, Tini; Warren, Peter M. (19 de enero de 1999). «Store's Display of Communist Items Protested». Los Angeles Times. Archivado desde el original el 9 de enero de 2021. Consultado el 3 de febrero de 2021.
- Tsang, Daniel C. (31 de enero de 1999). «Little Saigon Slowly Kicking the Redbaiting Habit». Los Angeles Times. Archivado desde el original el 9 de enero de 2021. Consultado el 31 de enero de 2021.
- Wisckol, Martin (10 de junio de 2016). «Vietnamese Americans now O.C. political force». Orange County Register. Archivado desde el original el 9 de enero de 2021. Consultado el 15 de marzo de 2021.
- «Judge shields Ho Chi Minh poster in Little Saigon». Tampa Bay Times. 11 de febrero de 1999. Consultado el 16 de marzo de 2021.
- «Trần Văn Trường: 'Vẫn tin ở quê nhà'» [Trần Văn Trường: 'Still believe in the homeland']. BBC World Service (en vietnamita). 10 de abril de 2006. Archivado desde el original el 9 de enero de 2021. Consultado el 27 de febrero de 2021.

#### Investigar
- Datta, Saheli (2013). Determinants of Political Transnationalism Among Vietnamese Americans in the United States (PhD) (en inglés). Syracuse University. Consultado el 31 de enero de 2021.
- Ha, Nam Q. (2002). «4. Anti-Communism and the Hi-Tek incident». Business and politics in Little Saigon, California (Dissertation). Rice University. pp. 35-51. Consultado el 31 de enero de 2021.
- Le, Long S. (2011). «Exploring the Function of the Anti-communist Ideology and Identity in the Vietnamese American Diasporic Community». Journal of Southeast Asian American Education and Advancement (en inglés) (National Association for the Education and Advancement of Cambodian, Laotian, and Vietnamese Americans and Purdue University) 6 (1). ISSN 2153-8999. doi:10.7771/2153-8999.1030.
- Meyer, David S.; Ông, Như-Ngọc T. (1 de febrero de 2008). «Protest and Political Incorporation: Vietnamese American Protests in Orange County, California, 1975–2001». Journal of Vietnamese Studies (University of California Press) 3 (1): 78-107. ISSN 1559-372X. doi:10.1525/vs.2008.3.1.78.
- Nguyen, Phuong Tran (2009). The people of the fall: refugee nationalism in Little Saigon, 1975--2005 (PhD) (en inglés). University of Southern California. pp. 256-262. Consultado el 31 de enero de 2021.